# 85 Leonard Street

El Kitchen, Montross & Wilcox Store es un edificio en 85 Leonard Street entre Broadway y Church Street. Se ubica en el barrio de TriBeCa de Manhattan, Nueva York (Estados Unidos). Se construyó en 1861 al estilo italiano para una empresa que comerciaba con productos secos. El hierro fundido para la fachada del edificio provino de la herrería de James Bogardus, uno de los pocos edificios sobrevivientes en los que ese es el caso. Las columnas del edificio se conocen como "estilo de vela de esperma" por su parecido con las velas hechas de espermaceti.
El diseño [del edificio] combina elementos de inspiración clásica con el énfasis no clásico en la ligereza, la apertura y la verticalidad que caracteriza la arquitectura de hierro fundido.
El edificio fue designado un hito de la ciudad de Nueva York en 1974 y se agregó al Registro Nacional de Lugares Históricos en 1980. Se encuentra dentro del distrito histórico de Tribeca East.